# Broumov, Tachov
Broumov là một làng thuộc huyện Tachov, vùng Plzeňský, Cộng hòa Séc.